# Gavino Sanna (fantino)
Gavino Sanna (Burgos, 26 febbraio 1988) è un fantino italiano.
Ha vinto il Palio di Legnano nel 2018, e il Palio di Fucecchio nel 2017, 2019, 2021, 2023 e 2025.

## Carriera

### Palio di Legnano
| Palio | Contrada       | Cavallo      | Piazzamento           |
| ----- | -------------- | ------------ | --------------------- |
| 2018  | La Flora       | Escobar      | Vittoria              |
| 2019  | La Flora       | Escobar      | Finale                |
| 2021  | Sant'Erasmo    | Country Road | Eliminato in batteria |
| 2022  | Sant'Erasmo    | Virgola      | Eliminato in batteria |
| 2023  | San Bernardino | Biancorosso  | Finale                |
| 2024  | San Bernardino | Biancorosso  | Finale                |
| 2025  | San Bernardino | Biancorossa  | Eliminato in batteria |

### Palio di Fucecchio
| Palio | Contrada    | Cavallo           | Piazzamento |
| ----- | ----------- | ----------------- | ----------- |
| 2016  | Sant’Andrea | Quisario          | 3°          |
| 2017  | Sant’Andrea | Tiepolo           | Vittoria    |
| 2018  | Sant’Andrea | Ungaros           | 2°          |
| 2019  | Sant’Andrea | Red Riu           | Vittoria    |
| 2021  | Borgonovo   | Adone da Clodia   | Vittoria    |
| 2022  | Borgonovo   | Zaminde           | 4°          |
| 2023  | Sant’Andrea | Banzay            | Vittoria    |
| 2024  | Borgonovo   | Sultano Da Clodia | 6°          |
| 2025  | Samo        | El Rey            | Vittoria    |

### Palio di Buti
| Palio | Contrada      | Cavallo           | Piazzamento |
| ----- | ------------- | ----------------- | ----------- |
| 2018  | San Rocco     | Bomario da Clodia | Vittoria    |
| 2019  | San Rocco     | Qui Pro Quo       | Vittoria    |
| 2025  | San Francesco | Beniamino         | Vittoria    |